# Ada, Srbija
Ada (izvirno srbsko Ада) je naselje v Srbiji, ki je središče istoimenske občine; slednja pa je del Severnobanatskega upravnega okraja.

## Demografija
V naselju živi 8544 polnoletnih prebivalcev, pri čemer je njihova povprečna starost 40,9 let (39,2 pri moških in 42,5 pri ženskah). Naselje ima 4093 gospodinjstev, pri čemer je povprečno število članov na gospodinjstvo 2,58.
To naselje je v glavnem naseljeno z Madžari (po popisu iz leta 2002), a v zadnjih treh popisih je opazen padec števila prebivalcev.
|  |

| Demografija | Demografija     | Demografija     |
| Leto        | Št. prebivalcev | Št. prebivalcev |
| ----------- | --------------- | --------------- |
|             |                 |                 |
|             |                 |                 |
|             |                 |                 |
|             |                 |                 |
| 1948        | 10800           |                 |
| 1953        | 10935           |                 |
| 1961        | 11472           |                 |
| 1971        | 12347           |                 |
| 1981        | 12331           |                 |
| 1991        | 12078           | 11849           |
| 2002        | 11067           | 10547           |
|             |                 |                 |

| Etnična sestava po popisu iz leta 2002 | Etnična sestava po popisu iz leta 2002 | Etnična sestava po popisu iz leta 2002 | Etnična sestava po popisu iz leta 2002 | Etnična sestava po popisu iz leta 2002 |
| -------------------------------------- | -------------------------------------- | -------------------------------------- | -------------------------------------- | -------------------------------------- |
| Madžari                                | Madžari                                |                                        | 8.744                                  | 82,90%                                 |
| Srbi                                   | Srbi                                   |                                        | 1.106                                  | 10,48%                                 |
| Jugoslovani                            | Jugoslovani                            |                                        | 216                                    | 2,04%                                  |
| Romi                                   | Romi                                   |                                        | 117                                    | 1,10%                                  |
| Hrvati                                 | Hrvati                                 |                                        | 43                                     | 0,40%                                  |
| Albanci                                | Albanci                                |                                        | 27                                     | 0,25%                                  |
| Črnogorci                              | Črnogorci                              |                                        | 21                                     | 0,19%                                  |
| Muslimani                              | Muslimani                              |                                        | 14                                     | 0,13%                                  |
| Slovaki                                | Slovaki                                |                                        | 10                                     | 0,09%                                  |
| Nemci                                  | Nemci                                  |                                        | 10                                     | 0,09%                                  |
| Romuni                                 | Romuni                                 |                                        | 7                                      | 0,06%                                  |
| Bunjevci                               | Bunjevci                               |                                        | 4                                      | 0,03%                                  |
| Ukrajinci                              | Ukrajinci                              |                                        | 3                                      | 0,02%                                  |
| Slovenci                               | Slovenci                               |                                        | 3                                      | 0,02%                                  |
| Bošnjaki                               | Bošnjaki                               |                                        | 3                                      | 0,02%                                  |
| Rusi                                   | Rusi                                   |                                        | 1                                      | 0,00%                                  |
| Neznano                                | Neznano                                |                                        | 16                                     | 0,15%                                  |